# Friedrich Carl von Gram
Friedrich Carl von Gram (født 4. februar 1702, død 9. maj 1782) var en dansk amtmand og hofembedsmand, bror til Carl Christian von Gram.
Han var en søn af overjægermester Friedrich von Gram, blev 1720 hofjunker, 1722 kammerjunker, 1730 hofmarskal, 1731 Ridder af Dannebrog og tilforordnet i Hofretten, modtog 1739 Ordenen de l'union parfaite, blev samme år overhofmarskal, 1741 gehejmeråd og amtmand over Frederiksborg og Kronborg Amter efter faderen, 1749 gehejmekonferensråd, fik 16. oktober 1760 på Fredensborg Slot Ridder af Elefanten, afskedigedes 1771 og døde 9. maj 1782. Han var æresmedlem af det kgl. Skildrer-, Billedhugger- og Bygningsakademi.
14. september 1735 giftede han sig med Sophie Hedevig von Holstein (31. juli 1716 – 19. februar 1767), en datter af gehejmeråd Hans Frederik von Holstein og Cathrine Marie f. von Schmitberg.